# Moree Airport
Moree Airport är en flygplats i Australien. Den ligger i kommunen Moree Plains och delstaten New South Wales, i den sydöstra delen av landet, omkring 500 kilometer norr om delstatshuvudstaden Sydney.

## Olyckor och incidenter
2011 och 2012 skedde två olyckor med dödlig utgång på och i närheten av flygplatsen. Vid olyckan 2011 hade planet varit överlastat och innan kraschen flugit på alltför låg höjd. Pilotens brist på erfarenhet av nattflygning tros enligt utredningen också ha bidragit till katastrofen. Kraschen 2012 skedde 36 kilometer nordväst om flygplatsen och dödade piloten som var den enda personen ombord.

## Omgivningen
Trakten runt Moree Airport är nära nog obefolkad, med mindre än två invånare per kvadratkilometer.. Närmaste större samhälle är Moree, nära Moree Airport.
Omgivningarna runt Moree Airport är i huvudsak ett öppet busklandskap.

## Klimat i regionen
Genomsnittlig årsnederbörd är 620 millimeter. Den regnigaste månaden är januari, med i genomsnitt 107 mm nederbörd, och den torraste är oktober, med 11 mm nederbörd.